# Olympische Geschichte Böhmens
| Gelbes Symbol für Goldmedaillen mit stilisierten Olympischen Ringen | Graues Symbol für Silbermedaillen mit stilisierten Olympischen Ringen | Braundes Symbol für Bronzemedaillen mit stilisierten Olympischen Ringen |
| ------------------------------------------------------------------- | --------------------------------------------------------------------- | ----------------------------------------------------------------------- |
| —                                                                   | 1                                                                     | 3                                                                       |

Böhmen (gemeint sind die Länder der böhmischen Krone), ein Teil Österreich-Ungarns, nahm an drei Olympischen Sommerspielen teil. Nach dem Ersten Weltkrieg wurde die Region Teil der neugebildeten Tschechoslowakei. Böhmische Sportler nahmen seitdem in der Mannschaft der Tschechoslowakei teil.
Insgesamt wurden 60 Teilnehmer entsandt, darunter eine Frau. Vier Medaillen wurden gewonnen.
Das jüngste Mannschaftsmitglied war 1912 der Radrennfahrer Bohumil Rameš, der im Alter von 17 Jahren an den Start ging. Der Fechter Vilém Goppold von Lobsdorf war 1912 mit 42 Jahren der älteste Teilnehmer.

## Übersicht der Teilnehmer

### Sommerspiele
| Jahr           | Flaggenträger    | Teilnehmer | Männer | Frauen | Sportarten | Goldmedaillen | Silbermedaillen | Bronzemedaillen | Gesamt |
| -------------- | ---------------- | ---------- | ------ | ------ | ---------- | ------------- | --------------- | --------------- | ------ |
| 1900 Paris     |                  | 7          | 6      | 1      | 4          |               | 1               | 1               | 2      |
| 1908 London    | Miroslav Šustera | 19         | 19     | 0      | 5          |               |                 | 2               | 2      |
| 1912 Stockholm | Jiří Kodl        | 43         | 43     | 0      | 8          |               |                 |                 |        |

### Winterspiele
Keine Teilnahmen an Winterspielen.

## Olympische Zwischenspiele 1906
13 Athleten, nur Männer, nahmen 1906 an den Zwischenspielen von Athen teil. Dabei wurden zwei Bronzemedaillen gewonnen. Zdeněk Žemla holte Bronze im Herren Einzel und im Herren Doppel, hier zusammen mit Ladislav Žemla, mit dem er nicht verwandt war.

## Liste der Medaillengewinner
| Medaille | Name                                                                                           | Spiele      | Sportart       | Disziplin        |
| -------- | ---------------------------------------------------------------------------------------------- | ----------- | -------------- | ---------------- |
| Silber   | František Janda-Suk                                                                            | 1900 Paris  | Leichtathletik | Diskuswurf       |
| Bronze   | Hedwig Rosenbaum                                                                               | 1900 Paris  | Tennis         | Damen Einzel     |
| Bronze   | Vilém Goppold von Lobsdorf                                                                     | 1908 London | Fechten        | Säbel Einzel     |
| Bronze   | Otakar Lada Vlastimil Lada-Sázavský Vilém Goppold von Lobsdorf Bedřich Schejbal Jaroslav Tuček | 1908 London | Fechten        | Säbel Mannschaft |

Hedwig Rosenbaum gewann mit dem Briten Archibald Warden die Bronzemedaille im Mixed-Turnier. Die Medaille wird in der olympischen Geschichte der gemischten Mannschaften aufgeführt.